# Manliffe Goodbody
Manliffe Francis Goodbody (Dublin, 20 de novembro de 1868 - 24 de março de 1916) foi um tenista e futebolista amador irlandês. 

## Grand Slam finais

### Simples: 1 (1 vice)
| Resultado | Ano  | Campeonato       | Oponente     | Placar             |
| Vice      | 1894 | US Championships | Robert Wrenn | 8–6, 1–6, 4–6, 4–8 |